# Sotírios Pantaléon
Pour les articles homonymes, voir Pantaléon (homonymie).
Sotírios Pantaléon (en grec moderne : Σωτήριος Πανταλέων), souvent appelé Sotíris Pantaléon (Σωτήρης Πανταλέων), est un joueur grec de volley-ball né le 21 juin 1980 à Athènes. Il mesure 2,02 m et joue central. Il totalise 157 sélections en équipe de Grèce.

## Clubs
| Club                  | De        | À         |
| --------------------- | --------- | --------- |
| Panathinaikos Athènes | 1998-1999 | 2011-2012 |
| Andreoli Latina       | 2012-2013 | 2012-2013 |
| AS Cannes             | 2013-2014 | …         |

## Palmarès
- Championnat de Grèce (4)
  - Vainqueur : 1995, 1996, 2004, 2006
- Coupe de Grèce (1)
  - Vainqueur : 2007
- Supercoupe de Grèce (1)
  - Vainqueur : 2006